# Warkocz (województwo dolnośląskie)
Warkocz (niem. Warkotsch, Friedfelde) – wieś w Polsce położona w województwie dolnośląskim, w powiecie strzelińskim, w gminie Strzelin.

## Podział administracyjny
W latach 1975–1998 miejscowość administracyjnie należała do województwa wrocławskiego.

## Zabytki
W 2019 r. na jednym ze stanowisk archeologicznych znajdujących się na terenie wsi odkryto celtyckie piece hutnicze datowane na ok. 2 poł. III w. p.n.e. Są to przypuszczalnie najstarsze tego typu obiekty odkryte na ziemiach dzisiejszej Polski.
Do wojewódzkiego rejestru zabytków wpisany jest:
- zespół dworski:
  - dwór, z drugiej połowy XVIII w., przebudowany na początku XIX w. i w XX w.
  - park, powstały po 1820 r.